# L'Apocalypse des animaux (série documentaire)
Pour album de Vangelis, voir L'Apocalypse des animaux (album).
L'Apocalypse des animaux est une série documentaire de Frédéric Rossif en six parties, diffusée en France au début des années 1970. C'est la première collaboration entre le cinéaste Frédéric Rossif et le compositeur musicien grec Vangelis. 

## Liste des épisodes
Chacune des six parties a une durée de 50 minutes :
1. De l'abeille au gorille
2. Les Animaux et les Hommes
3. Une mémoire d'éléphant
4. Traquer le chasseur
5. La Peur du loup
6. L'Enfant et la Mer

## Fiche technique
- Titre : L'Apocalypse des animaux
- Réalisation : Frédéric Rossif
- Texte et scénario : François Billetdoux
- Dialogues : Pierre Vaneck
- Musique : Vangelis (éditée en album : L'Apocalypse des animaux)
- Effets sonores : Pierre Bachelet
- Photographie : Bernard Zitzermann
- Son : Harald Maury
- Montage : Dominique Caseneuve
- Production : Michelle Wiart
- Société de production : Télé-Hachette

## Exploitation
La série est éditée en VHS en 1990.